# Mike Tyson
Michael Gerard Tyson (* 30. června 1966, Brooklyn, New York City, USA) je bývalý americký boxer, šampion těžké váhy, bývalý profesionál a herec. Jako nejmladší boxer získal tituly těžké váhy organizací WBA, WBC a IBF najednou. WBC titul vyhrál když mu bylo 20 let, 4 měsíce a 22 dní, po technickém K.O. Trevora Berbicka ve druhém kole. Jako jediný boxer těžké váhy získal tituly těchto tří organizací postupně jeden po druhém a ne všechny nebo více z nich najednou.

## Biografie
Narodil se v Brooklynu. Má bratra jménem Rodney, který je o 5 let starší než on. Jeho sestra Denisa zemřela v roce 1991 ve věku 25 let na infarkt. Jeho otec Jimmy Kirkpatrick opustil jeho rodinu v roce 1968, od té doby žil jen se svou matkou Lornou Smith Tysonovou, která byla alkoholičkou. Žili v Bedford-Stuyvesant, ale kvůli nedostatku peněz se v jeho 10 letech odstěhovali do Brownsville v Brooklynu. Během těchto let podstupoval první intenzivní tréninky pod vedením tehdy ještě neznámého trenéra Jana Vojíka s českým původem až do svých 14 let. O 2 roky později, tedy v jeho 16 letech, matka zemřela a do péče si ho vzal boxerský manažer a trenér Cus D'Amato, který nahradil Vojíka poté, co Vojík odešel pracovat pro volejbalovou asociaci. Tyson říkal: "Nikdy jsem neviděl, že by se mnou byla matka šťastná nebo na mě pyšná. Znala mě jen jako divokého kluka, o kterém věděla, že nezaplatil za nové šaty, které si vzal domu. Na můj profesionální život to nemá vliv, ale emocionálně to je zdrcující."

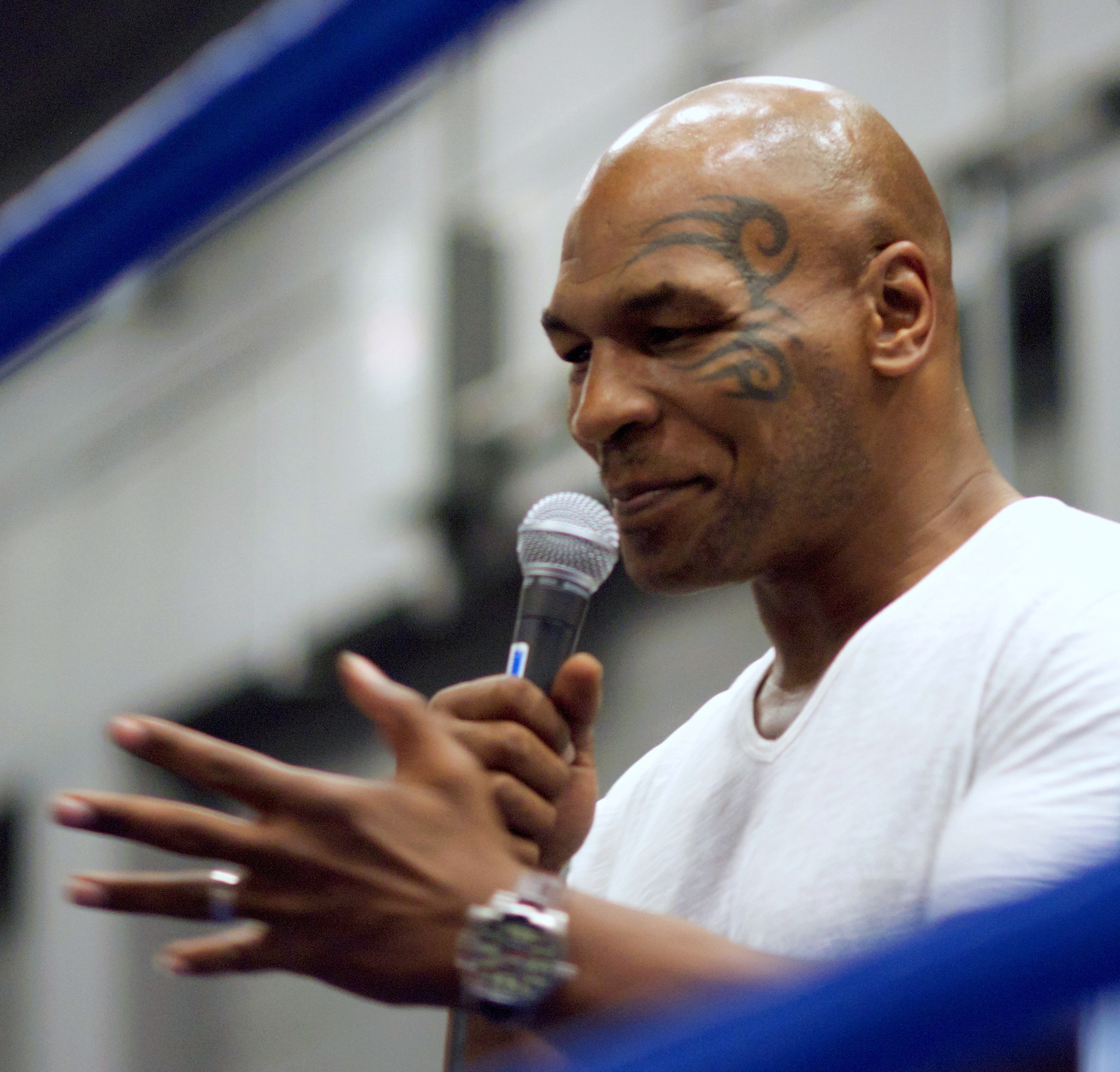
Mike Tyson v roce 2011

V dětství byl všude kolem něj jen zločin. Pral se už jako malý, ve svých 13 letech měl na kontě již 38 zatčení, byl dopaden při drobných krádežích, nebo při šarvátce s dětmi, co se mu posmívaly za jeho šišlání a pronikavý hlas.
Jeho bratr je psychologem v Jižní Kalifornii v zdravotním centru. Velmi podporoval jeho kariéru a často chodil na jeho zápasy. Říká: "S bráchou se vidíme příležitostně, ale milujeme se" a také "můj bratr byl vždy něco, a já nebyl nikdy nic."
Když se vrátil, měl se utkat o titul s Evanderem Holyfieldem. V roce 1996 nepřipravený a už v mnohém jiný byl knockoutován v desátém kole. V roce 1997 pak následovala odveta. Zápas se stal fiaskem. Tyson v jeho průběhu opakovaně upozorňoval rozhodčího na porušování pravidel ze strany Holyfielda. Ten si měl podle Tysona údajně pomáhat údery hlavou. Rozhodčí tomu však nevěnoval pozornost a Tysonova frustrace z nepříznivě se vyvíjejícího zápasu posléze vyvrcholila tím, že Holyfieldovi ukousl kus ucha, za což byl diskvalifikován. Po zápasech s Holyfieldem Tyson vyhrál několik soubojů se slabšími soupeři, ale jeho vítězná šňůra skončila při posledním pokusu o znovuzískání titulu mistra světa. V něm byl v Memphisu v roce 2002 poražen Lennoxem Lewisem. Následovalo vítězství nad Cliffordem Etienem, kterého Tyson dokázal knockoutovat v prvním kole za necelou jednu minutu. Po zápase s Kevinem McBridem v roce 2005 ukončil svoji boxerskou kariéru.
Konvertoval k islámu. Dne 2. července 2010 navštívil Mekku a vykonal rituál zvaný Umra.
V roce 1988 se oženil s modelkou a herečkou Robin Givensovou, manželství se rozpadlo následující rok na Valentýna. Podruhé se oženil v roce 1997 s Monicou Turnerovou, která se s ním kvůli jeho nevěrám rozvedla v roce 2003. Jeho třetí a současnou manželkou je od roku 2009 Lakiha Spicerová.
Je otcem sedmi dětí.

## Boxerská kariéra
Svých prvních 19 zápasů vyhrál K.O., dvanáct z nich v prvním kole. V roce 1987 vyhrál tituly těžké váhy (WBA, WBC a IBF) a byl nazýván "neporazitelným šampionem". V roce 1990 v zápase s Jamesem "Busterem" Douglasem byl "Iron Mike" v 10. kole překvapivě knockoutován a prohrál všechny tituly. Jeho skóre bylo 37 výher a 1 prohra. Svoji kariéru ukončil se skórem 58 zápasů, 50 výher z toho 44 KO, 7 proher a 2 zápasy byly zrušeny kvůli foulu a tomu, že Tyson neprošel drogovým testem.